# 筒井順永
筒井 順永（つつい じゅんえい）は、室町時代中期から後期にかけての武将。大和国の国人筒井氏当主で、興福寺衆徒でもある。筒井順覚の末子。舜良坊。

## 略歴
嘉吉元年（1441年）、長兄・順弘と次兄・成身院光宣が摂津河上五ヶ関代官職を巡って争い、順弘が敗れて行方をくらますと、相国寺僧侶だった順永は還俗、筒井氏当主となった。初め光宣は納得しなかったが、後に和睦して共に順弘と対峙した。以降、順永は光宣と行動を共にするようになる。
嘉吉3年（1443年）に順弘が越智家栄の力を借りて筒井城に復帰するも殺害され、代わって大乗院門跡経覚が五ヶ関を直接支配下に置こうと古市胤仙、豊田頼英、小泉重弘らが光宣・順永兄弟を打ち破り、筒井城に追い込んだが文安2年（1445年）に光宣兄弟も反撃、経覚派の鬼薗山城を落として五ヶ関代官職を獲得、享徳3年（1454年）に両派は和解した。
河内国守護・畠山氏のお家騒動では弥三郎を支持したため、康正元年（1455年）に弥三郎に勝利した畠山義就に攻められ、領地を没収された。
順永と光宣らは浪人となり、細川氏に養われた。のち、管領・細川勝元の必死の取り成しにより、長禄3年（1459年）6月、将軍・足利義政によって赦免され、大和国に戻った。順永の帰国により、大和国における畠山義就派の国人、越智氏や古市氏らは打撃を受けた。
これを機に順永は小泉館で小泉今力丸と小泉重栄を討ち取り、領土を取り戻した。翌年、義就が将軍・義政によって家督を弥三郎の弟・政長に替えられると順永は政長に従い、義就追討軍に参加（嶽山城の戦い）、応仁の乱で引き続き大和で義就方の越智家栄・古市胤栄らと戦ったが文明8年（1476年）に死去、享年58。
死後、嫡男・順尊が後を継いだが、翌文明9年（1477年）に義就が河内を制圧すると大和も義就派が占拠、順尊は没落する事になる。